# Microregione di Mata Setentrional Pernambucana
Mata Setentrional Pernambucana è una microregione dello Stato del Pernambuco in Brasile, appartenente alla mesoregione della Zona da Mata Pernambucana.
È una suddivisione creata puramente per fini statistici, pertanto non è un'entità politica o amministrativa.

## Comuni
Comprende 17 comuni:
- Aliança
- Buenos Aires
- Camutanga
- Carpina
- Condado
- Ferreiros
- Goiana
- Itambé
- Itaquitinga
- Lagoa do Carro
- Lagoa do Itaenga
- Macaparana
- Nazaré da Mata
- Paudalho
- Timbaúba
- Tracunhaém
- Vicência